# Sphinx sequoiae

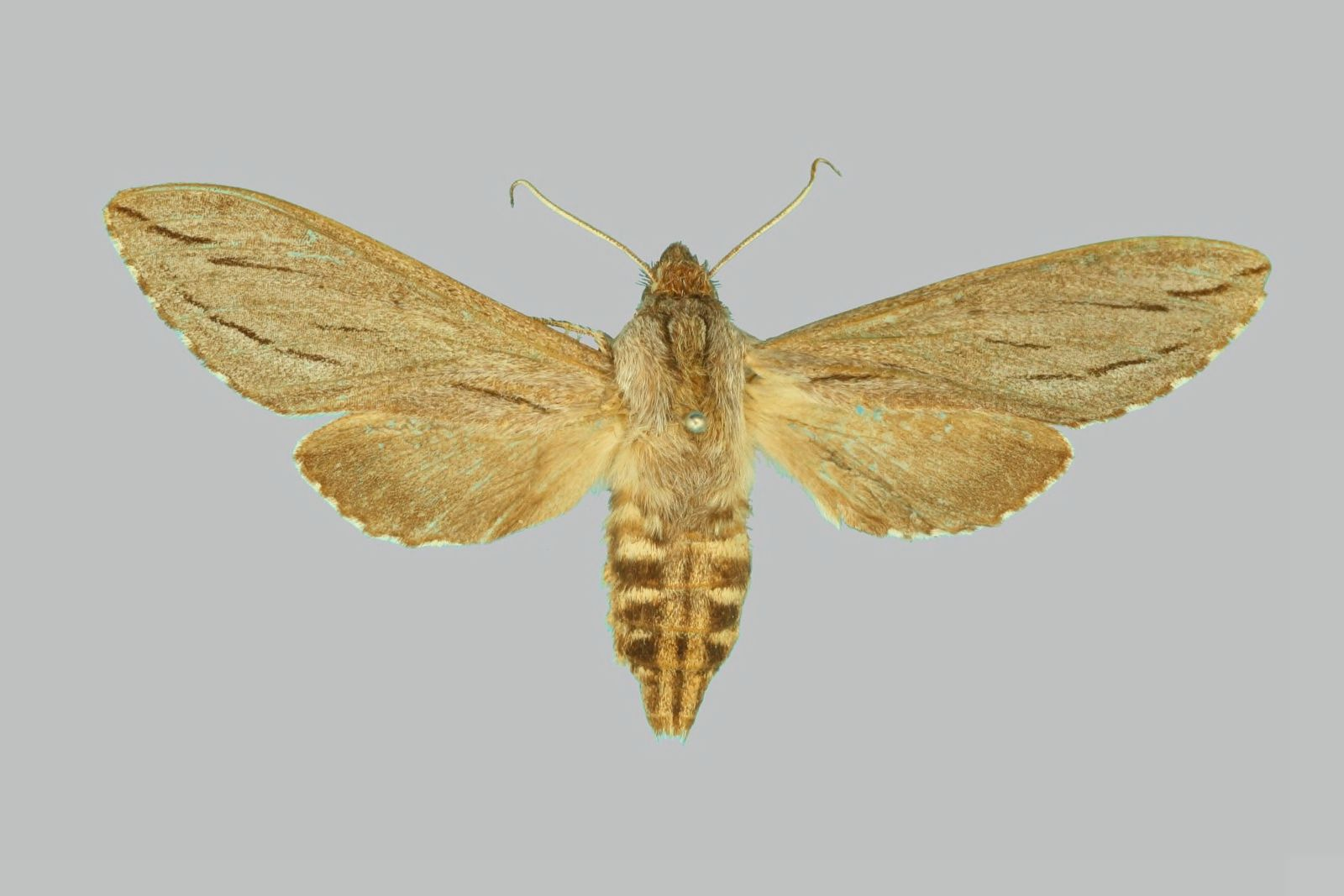
Sphinx sequoiae, Weibchen

Sphinx sequoiae ist ein Schmetterling (Nachtfalter) aus der Familie der Schwärmer (Sphingidae).

## Merkmale
Die Falter haben eine Vorderflügellänge von nur 22 bis 35 Millimeter. Bereits die Größe unterscheidet die Art von allen übrigen Arten, mit Ausnahme von Sphinx dollii. Die Vorderflügel sind auf der Oberseite grau mit bläulichem Farbstich. Bei der ähnlichen Art ist dieser stattdessen braun. Die ähnliche Art ist zudem auf den Vorderflügeln stärker gemustert. Diagonal über den Flügel verläuft von der Basis bis zur Flügelspitze eine schwarze Linie, die aber anders als bei der ähnlichen Art unterbrochen und weniger entwickelt ist. Am Thorax verläuft ein Paar schwarzer Längslinien, bei Sphinx dollii sind es zwei Paar, die nicht selten zu einem breiten dunklen Band verschmelzen. Die Art ist in ihrer Färbung in geringerem Umfang auch in ihrer Musterung variabel. Im Süden ihrer Verbreitung sind die Falter blasser als im Norden.
Die Raupen sehen denen von Sphinx dollii ähnlich. Sie haben eine kräftig grüne Grundfarbe und sind mit einer Reihe weißer Punkte auf jedem Körpersegment versehen. Dadurch sind sie an den jungen Trieben der Nahrungspflanzen perfekt getarnt. Anders als bei der ähnlichen Art sind immer braune Fleckenreihen am Rücken und unterhalb der Stigmen ausgebildet. Die braunen Flecke sind in ihrer Größe variabel.
Die Puppe hat auffällig durchsichtig grün gefärbte Flügelscheiden und einen ansonsten hellbraun gefärbten Hinterleib. Die sehr kurze Rüsselscheide ist frei und nur geringfügig vom Körper weggekrümmt. Der kurze Kremaster ist dunkel und endet in einer Doppelspitze.

## Vorkommen
Die Art ist im Norden bis in den Westen des Great Basin im Süden Oregons und im Nordosten Kaliforniens verbreitet. Nach Süden reicht die Verbreitung westlich der Sierra Nevada und der Mojave-Wüste nach Baja California Norte in Mexiko. In der Literatur finden sich Einzelfunde aus Arizona und Nevada, wobei es sich dabei um Sphinx dollii handelte.
Sphinx sequoiae besiedelt Nadelwälder mäßiger bis mittlerer Höhen in Oregon und Kalifornien.

## Lebensweise
Die Lebensweise der Art ist kaum erforscht. Die Falter fliegen in der Dämmerung Lichtquellen an. Beim Blütenbesuch wurden sie an Eriodictyon, Virginischer Traubenkirsche (Prunus virginiana) und Kalifornischer Rosskastanie (Aesculus californica) nachgewiesen.

### Flug- und Raupenzeiten
Die Falter fliegen von Mai bis Juli, vermutlich in einer Generation.

### Nahrung der Raupen
Die Raupen sind bisher nur an Utah-Wacholder (Juniperus osteosperma) und Riesen-Lebensbaum (Thuja plicata) nachgewiesen. Im westlichen Teil der Sierra Nevada, wo kein Wacholder wächst, wird vermutet, dass die Art an Weihrauchzeder (Calocedrus decurrens) frisst. Sie soll auch Kalifornischen Wacholder (Juniperus californica) fressen.

## Entwicklung
Die Art, wie die Weibchen ihre Eier ablegen, ist unbekannt. Die Verpuppung erfolgt in einer Kammer knapp unter der Erdoberfläche.

## Belege